# Acanthus flexicaulis
Acanthus flexicaulis là một loài thực vật có hoa trong họ Ô rô. Loài này được Bremek mô tả khoa học đầu tiên năm 1955.